# 그라운드 제로 (2021년 영화)
그라운드 제로는 대한민국의 단편 영화이다.

## 출연
- 마동석 : 마강재 역
- 김민재 : 선임간수 역
- 이규성 : 신입간수 역
- 박지환 : 문신남[2] 역
- 이규호 : 덩치[3] 역
- 이성우 : 선두 1 역
- 차우진 : 죄수들 역
- 이태규 : 죄수들 역
- 이상용 : 죄수들 역
- 아이락 김 : 죄수들 역
- 율라쇼프 알리셔 : 세르게이 역
- 윤성민 : 강재 액션 대역 역
- 서문호 : 강재 스탠드인 역

## 참고 사항
- 마동석, 김민재, 박지환, 이규호, 이성우, 차우진, 이태규는 범죄도시 시리즈에서 나온 배우들이다.
- 배틀그라운드 공식 유튜브 채널에서 영화 공개 이틀 전인 24일부터 카운트다운이 시작되었다.